# LTV A-7 Corsair II
Chiếc Ling-Temco-Vought A-7 Corsair II là một kiểu máy bay cường kích hạng nhẹ cận âm hoạt động trên tàu sân bay được đưa ra hoạt động trong Hải quân Hoa Kỳ để thay thế cho chiếc A-4 Skyhawk, thiết kế dựa trên kiểu máy bay tiêm kích siêu thanh F-8 Crusader khá thành công do Chance Vought sản xuất. A-7 là một trong những máy bay chiến đấu đầu tiên được trang bị hệ thống hiển thị thông tin trước mặt (HUD), hệ thống dẫn đường quán tính (INS) kết hợp doppler, và một động cơ turbo quạt ép. Nó được Hải quân Mỹ đưa ra hoạt động đầu tiên trong Chiến tranh Việt Nam, rồi được Không quân Hoa Kỳ dùng để thay thế những chiếc A-1 Skyraider đang mượn của Hải quân cũng như trong Không lực Vệ binh Quốc gia Hoa Kỳ. Nó cũng được xuất khẩu sang Hy Lạp trong thập niên 1970, Bồ Đào Nha và Thái Lan trong thập niên 1980.

## Thiết kế và phát triển

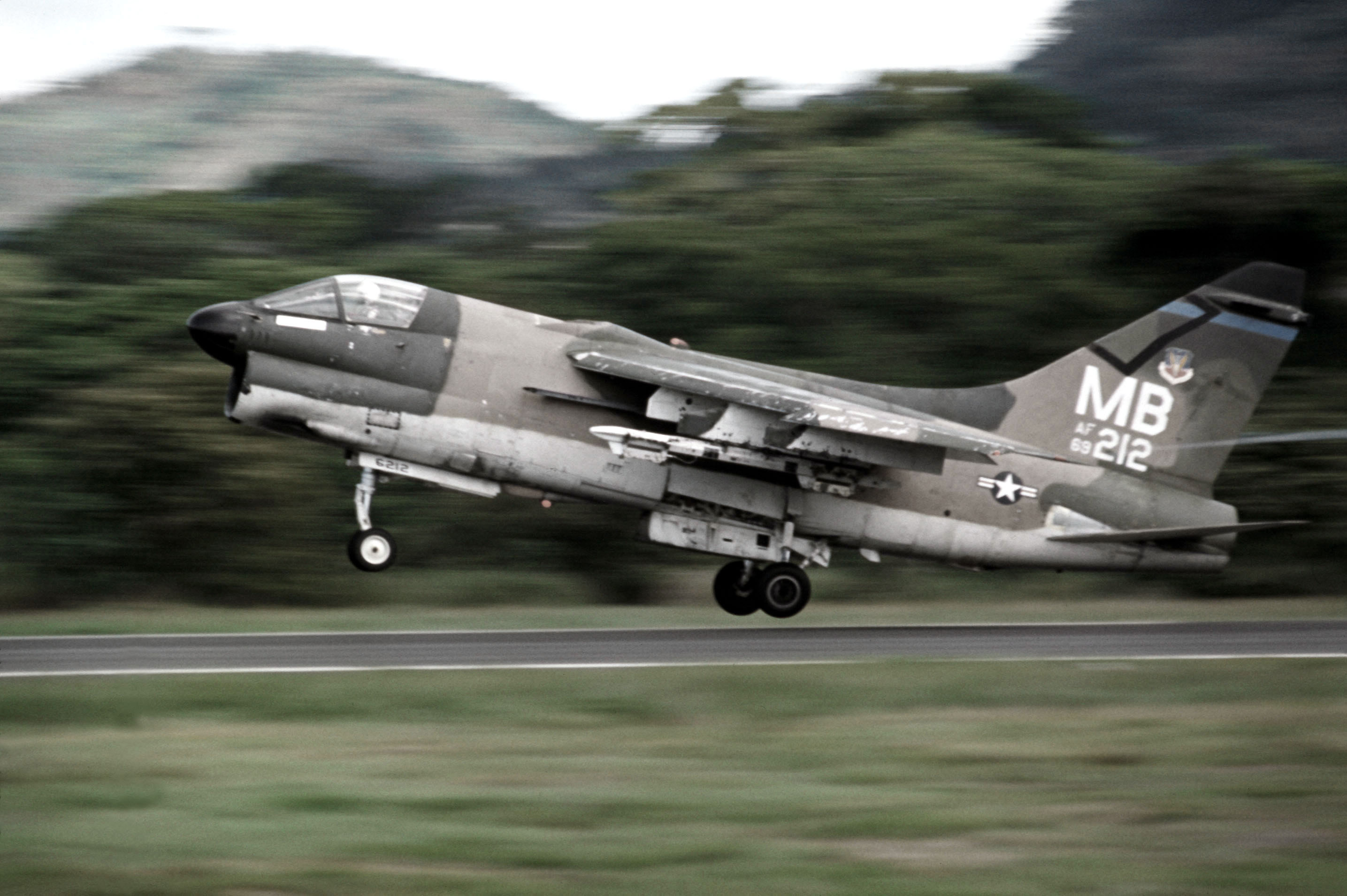
Chiếc Ling-Temco-Vought A-7D-5-CV Corsair II số hiệu 69-6212 thuộc Phi đội Tiêm kích 355, Phi đoàn Tiêm kích Chiến thuật 354, cất cánh từ căn cứ không quân Howard, Panama trong một đợt bố trí năm 1977 từ căn cứ không quân Myrtle Beach, Nam Carolina

Năm 1962, Hải quân Hoa Kỳ bắt đầu các công việc sơ khởi trên chiếc VAX (Máy bay Tấn công Thử nghiệm), một kiểu thay thế cho chiếc A-4 Skyhawk với tầm bay xa hơn và tải trọng chiến đấu lớn hơn. Có sự nhấn mạnh đặc biệt đến khả năng mang vũ khí chính xác nhằm giảm thiểu chi phí cho mỗi mục tiêu. Các yêu cầu được gút lại vào năm 1963 và đến năm 1964, Hải quân công bố việc mở thầu kiểu máy bay VAL (Máy bay Tấn công Hạng nhẹ). Tương phản với triết lý của Không quân vốn chỉ sở hữu những chiếc máy bay tiêm kích-ném bom siêu thanh như là F-105 Thunderchief và F-100 Super Sabre, Hải quân cảm thấy các thiết kế cận âm có thể mang tải trọng chiến đấu lớn nhất với tầm bay xa nhất. Một câu chuyện minh họa rằng "con vịt to chậm chạp" có thể bay gần nhanh bằng một chiếc máy bay siêu thanh, vì nó phải mang hằng tá bom miểng cũng làm nó bị giới hạn về tốc độ, còn một máy bay bay nhanh với cánh nhỏ và một động cơ có đốt sau sẽ đốt cháy một lượng lớn nhiên liệu. Để giảm thiểu chi phí, mọi đề nghị đều dựa trên những thiết kế có sẵn. Vought, Douglas Aircraft, Grumman, và North American Aviation đã có câu trả lời. Đề nghị của Vought dựa trên kiểu máy bay tiêm kích khá thành công F-8 Crusader, có một cấu hình gần như tương tự, nhưng có một mũi ngắn và bầu tròn hơn. Nó được chọn là kiểu chiến thắng vào ngày 11 tháng 2 năm 1964, và đến ngày 19 tháng 3 công ty nhận được hợp đồng cho đợt đầu tiên của kiểu máy bay này, đặt tên là A-7. Năm 1965 chiếc máy bay nhận được tên thông dụng là Corsair II, được đặt theo kiểu máy bay tiêm kích thời Thế Chiến II đã thành công rất lớn của Vought là F4U Corsair.
So sánh với chiếc máy bay tiêm kích F-8 Crusader, chiếc A-7 có khung thân ngắn và rộng hơn. Cánh được chế tạo lớn hơn, và đặc điểm cánh có góc tới thay đổi độc đáo của chiếc F-8 bị loại bỏ. Để đạt được tầm bay xa, A-7 được trang bị một động cơ turbo quạt ép Pratt & Whitney TF30-P-6 tạo ra lực đẩy 11.345 lbf (50,5 kN), cùng một kiểu động cơ đổi mới được sản xuất cho chiếc F-111, nhưng không có đốt sau vốn cần cho tốc độ siêu thanh. Động cơ turbo quạt ép đạt được hiệu quả cao hơn nhờ đẩy một khối lượng khí lớn hơn ở một tốc độ chậm hơn. 

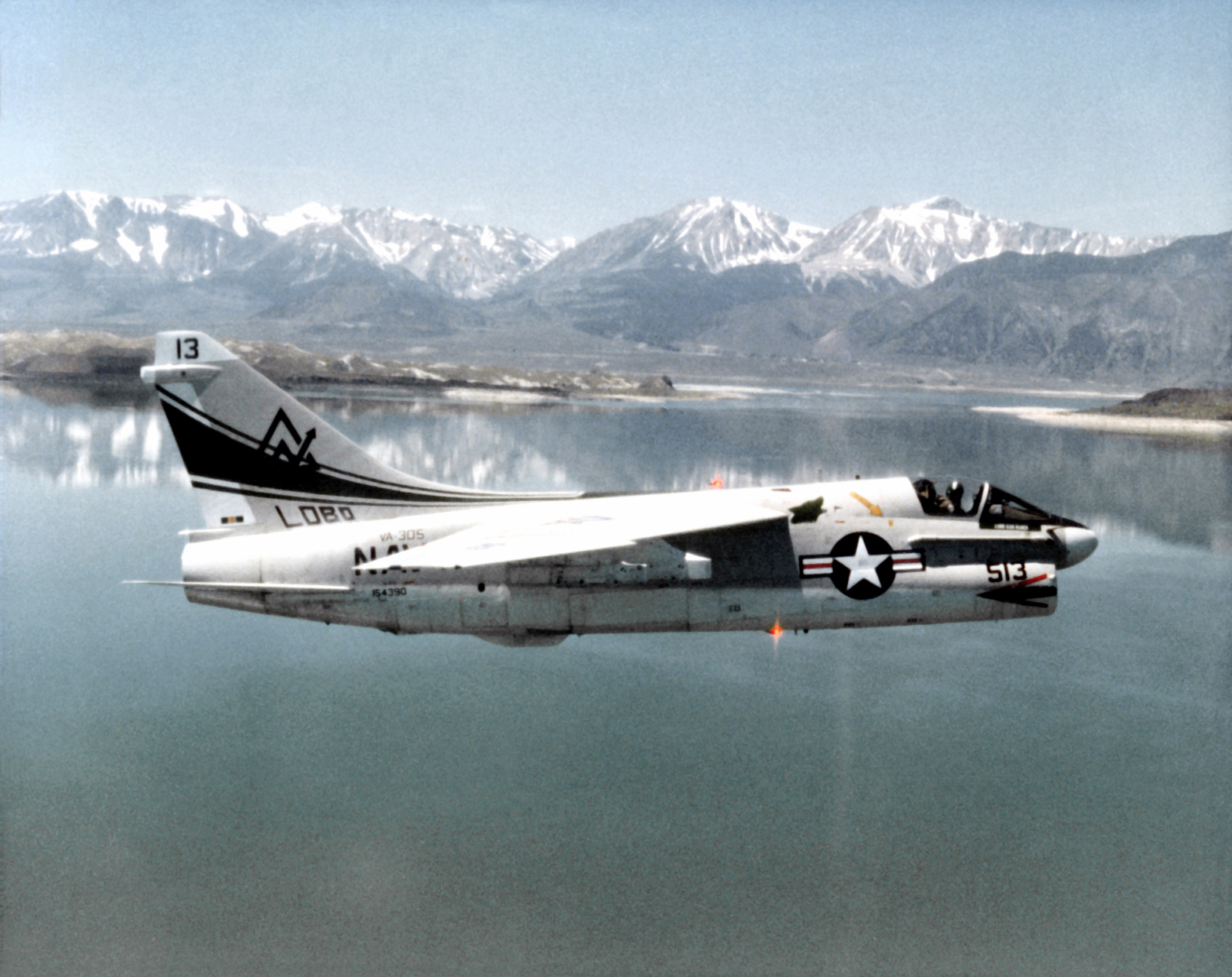
Một chiếc máy bay A-7B Corsair II thuộc Phi Đội Cường kích VA-305 Không lực Trừ bị Hải quân Hoa Kỳ

Chiếc máy bay được trang bị radar AN/APQ-116 được tích hợp vào hệ thống dẫn đường kỹ thuật số ILAAS. Radar cũng được nạp vào một máy tính kỹ thuật số kiểm soát vũ khí để có thể ném bom chính xác từ khoảng cách xa, cải thiện đáng kể độ sống còn khi so sánh với các nền tảng khác nhanh hơn như F-4 Phantom II. Nó là máy bay Hoa Kỳ đầu tiên được trang bị hệ thống hiển thị thông tin trước mặt hiện đại, đến nay đã là thiết bị tiêu chuẩn, vốn hiển thị các thông tin như góc bổ nhào, tốc độ, độ cao, tiêu điểm ngắm. Hệ thống dẫn đường tích hợp còn cho phép một đổi mới khác, hệ thống hiển thị bản đồ chiếu (PMDS), trình bày chính xác vị trí của máy bay trên hai bản đồ thang độ khác nhau.
Chiếc A-7 có được sự phát triển nhanh chóng và thuận lợi nhất đối với mọi máy bay Hoa Kỳ kể từ Thế Chiến II. Chiếc YA-7A thực hiện chuyến bay đầu tiên ngày 27 tháng 9 năm 1965, và bắt đầu phục vụ tại các phi đội Hải quân từ cuối năm 1966. Phi đội A-7 Hải quân đầu tiên đạt đến tình trạng sẵn sàng hoạt động vào ngày 1 tháng 2 năm 1967, và bắt đầu các hoạt động chiến đấu trong Chiến tranh Việt Nam vào tháng 12 cùng năm.

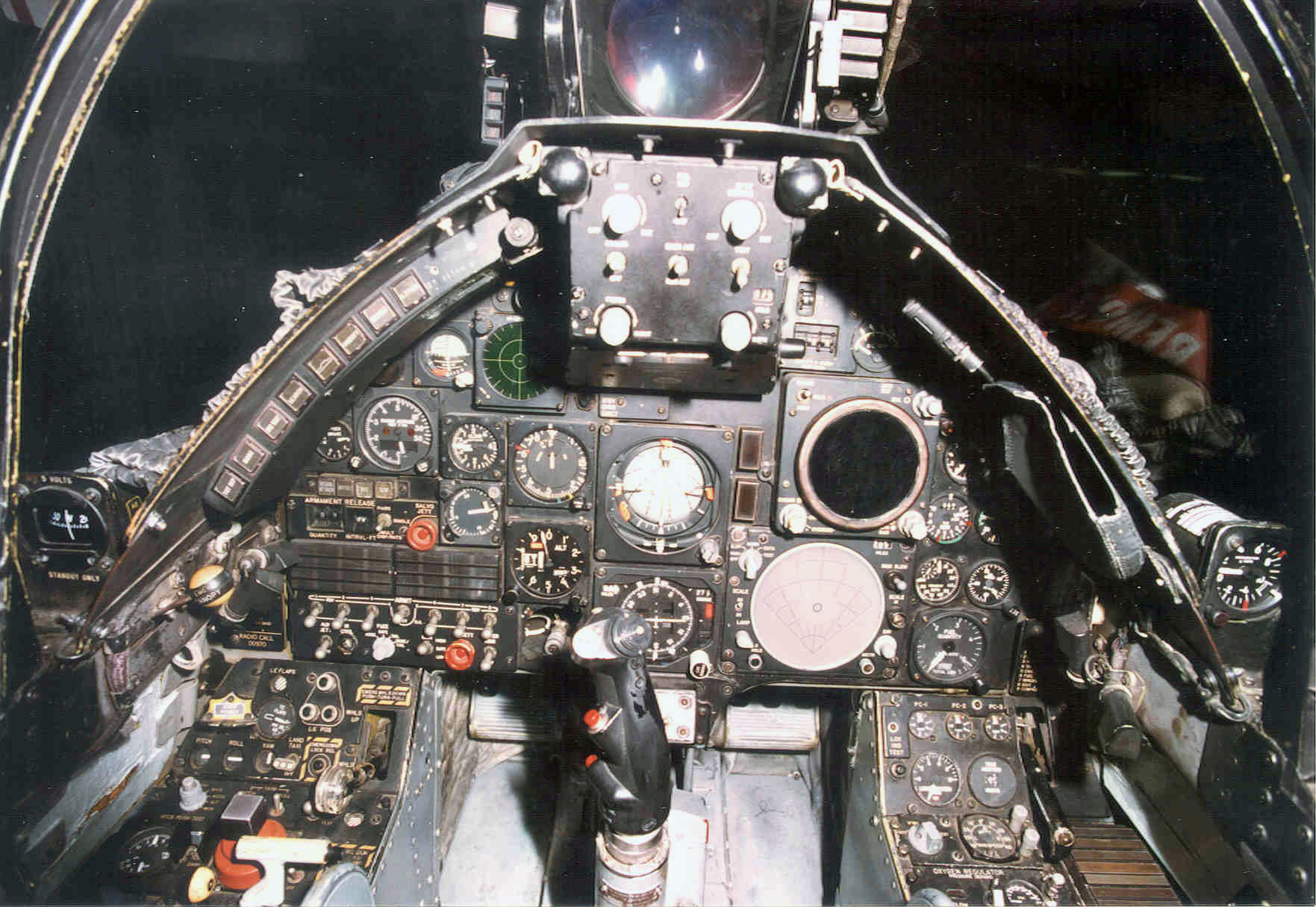
Buồng lái chiếc A-7D Corsair II

Bộ trưởng Quốc phòng Robert McNamara thúc đẩy phía Không quân chấp nhận không chỉ chiếc máy bay tiêm kích F-4 Phantom II to lớn thành công, mà còn với chiếc A-7 Corsair của Hải quân như một giải pháp giá thấp kế tục chiếc F-105 cho đến khi chiếc F-111 đầy sự cố sẵn sàng. Không quân Hoa Kỳ đặt hàng chiếc A-7D với hệ thống tiếp nhận nhiên liệu cố định tốc độ cao ngay sau buồng lái, được tối ưu để hoạt động với cần tiếp dầu của máy bay tiếp dầu trên không KC-135 hơn là hệ thống vòi dài xếp được của Hải quân. Họ cũng chọn khẩu pháo M61 Vulcan hơn là cặp pháo nòng đơn 20 mm, và đổi sang kiểu động cơ Allison TF41-A-1, một phiên bản của kiểu động cơ Rolls-Royce Spey Anh Quốc được chế tạo theo giấy phép nhượng quyền. Động cơ TF41-A-1 tạo ra lực đẩy 14.500 lbf (64 kN). Các phiên bản Hải quân sau này cũng chọn kiểu súng và động cơ này.
Chiếc A-7 Corsair II được các phi công gán cho tên lóng là "SLUF" (viết tắt bốn ký tự: "Short Little Ugly Feller" Tên đồ tể lùn nhỏ xấu xí).

### Sản xuất
Việc sản xuất chiếc Corsair II tiếp tục đến năm 1984 với 1.569 máy bay được chế tạo. A-7 Corsair II có đặc điểm là máy bay tiêm kích-ném bom phản lực Hoa Kỳ duy nhất của thập niên 1960 được thiết kế, chế tạo, và bố trí trực tiếp cho Chiến tranh Việt Nam.

## Lịch sử hoạt động

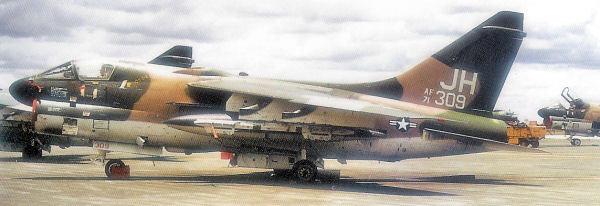
Chiếc A-7D-10-CV số hiệu 71-0309 thuộc Không đoàn Tiêm kích Chiến thuật 388, Căn cứ Không quân Hoàng gia Thái Korat, Thái Lan, 1973

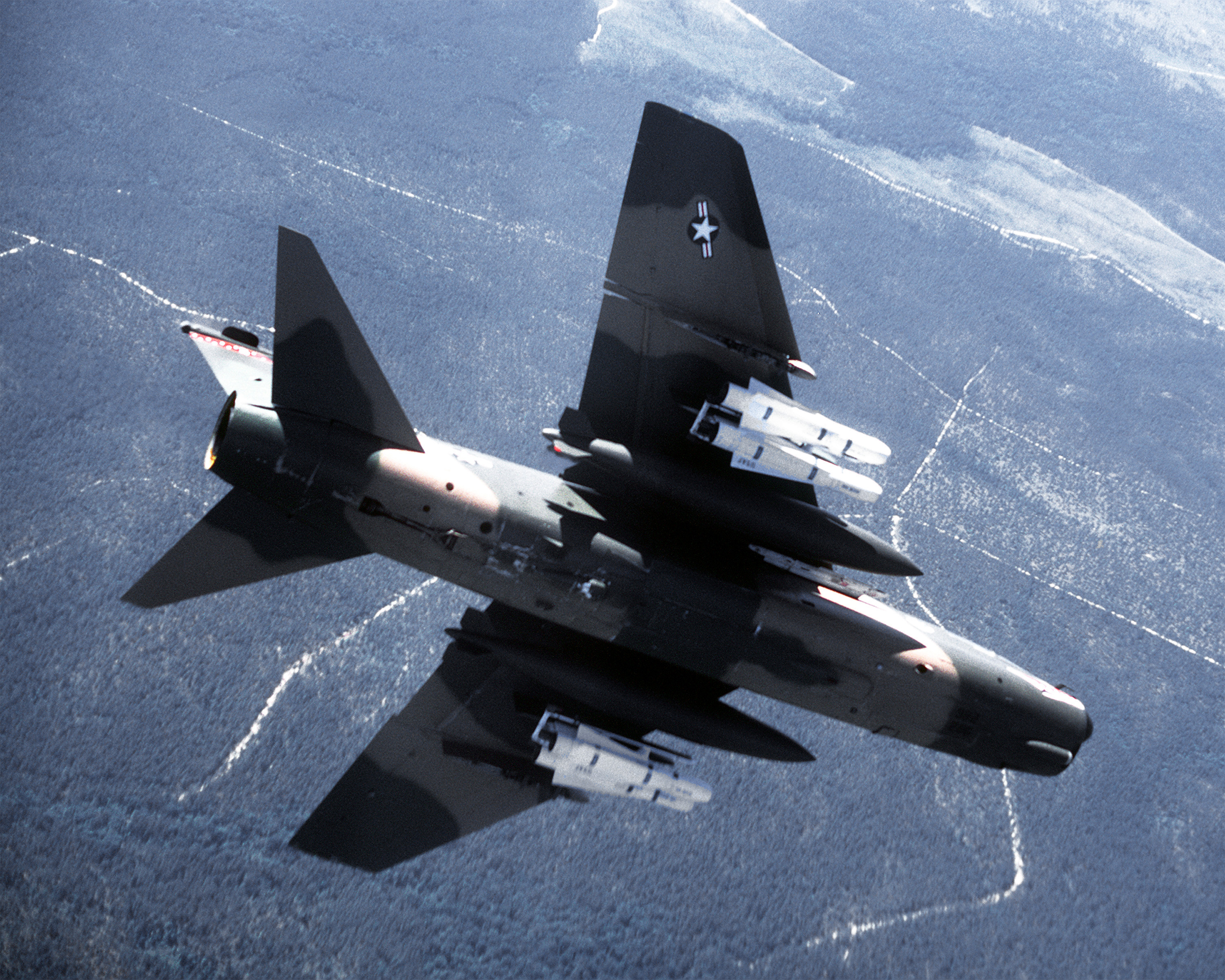
Chiếc A-7D Corsair II lượn sang trái trên bầu trời phía trên Căn cứ Không quân Nellis, Nevada

Phi công lái những chiếc A-7 đầu tiên khen ngợi chiếc máy bay vì tính cách chung lái dễ dàng (ngoại trừ kém ổn định khi hạ cánh với gió ngang) và tầm nhìn phía trước xuất sắc nhưng cho là động cơ còn thiếu lực đẩy. Vấn đề được sửa đổi với phiên bản A-7B và triệt để hơn ở các phiên bản A-7D/E. Động cơ turbo quạt ép cung cấp sự cải thiện đáng kể về hiệu quả nhiên liệu so sánh với kiểu động cơ turbo phản lực trước đây, chiếc A-7D được cho là có mức tiêu thụ nhiên liệu chỉ bằng một-phần-sáu so với chiếc F-100 Super Sabre với lực đẩy tương đương. Một chiếc A-7D mang 12 quả bom 227 kg (500 lb) ở vận tốc 775 km/h (480 mph) trên độ cao 10.000 m (33.000 ft) chỉ tiêu thụ 1.500 kg (3.350 lb) nhiên liệu mỗi giờ. Máy tính kiểm soát vũ khí tích hợp cho phép ném bom với độ chính xác 20 m (60 ft) bất chấp kinh nghiệm của phi công. Hệ thống dẫn đường doppler chỉ cần 2,5 phút trên mặt đất để đồng bộ một phần, một cải tiến rất lớn so với 13 phút cần cho chiếc F-4 Phantom II. Thêm vào đó, chiếc A-7 chỉ cần 11,5 giờ công bảo trì cho mỗi phi vụ, cho phép quay vòng máy bay nhanh và có nhiều máy bay sẵn sàng chiến đấu hơn.

### Đông Nam Á
Tại Việt Nam, không khí nóng và ẩm lấy mất lực đẩy của ngay cả các phiên bản A-7D và A-7E được nâng cấp. Đường băng cất cánh kéo dài và máy bay trang bị vũ khí đầy đủ phải gắng sức mới đặt được tốc độ 800 km/h. Phi công châm biếm rằng chiếc Corsair "không thật nhanh, nhưng chắc chắn là chậm". Để phục vụ cho việc Huấn luyện Không chiến Khác biệt, và cho Đội Thao diễn Hàng không Blue Angels, Hải quân đã chọn kiểu máy bay A-4 Skyhawk nhanh nhẹn hơn như là nền tảng cơ động cân âm, vì một số người cho rằng chiếc A-7 không thích đáng cho không chiến. Thủy quân Lục chiến cũng chuyển sang sử dụng Corsair II, họ đã chọn nó thay vì kiểu máy bay V/STOL (máy bay cất cánh hạ cánh thẳng đứng/trên đường băng ngắn) AV-8 Harrier như là kiểu máy bay cường kích hạng nhẹ thay thế cho những chiếc A-4F/M Skyhawk của họ.
Những chiếc A-7A Hải quân đầu tiên được bố trí đến Việt Nam vào năm 1967 cùng Phi đoàn VFA-147 Argonauts trên chiếc tàu sân bay USS Ranger. Chiếc máy bay thực hiện phi vụ chiến đấu đầu tiên vào ngày 4 tháng 12 năm 1967. Trong những tháng sau đó, VA-147 bay khoảng 1.400 phi vụ và chỉ mất một máy bay. Đến tháng 1 năm 1968, tàu sân bay USS Ranger tham gia vào sự kiện chung quanh việc tàu khu trục USS Pueblo bị phía Bắc Triều Tiên bắt giữ trong vùng Biển Nhật Bản. Phiên bản cải tiến A-7B của Hải quân đến Việt Nam vào đầu năm 1969, và phiên bản cuối cùng A-7E tiếp nối vào năm 1971.

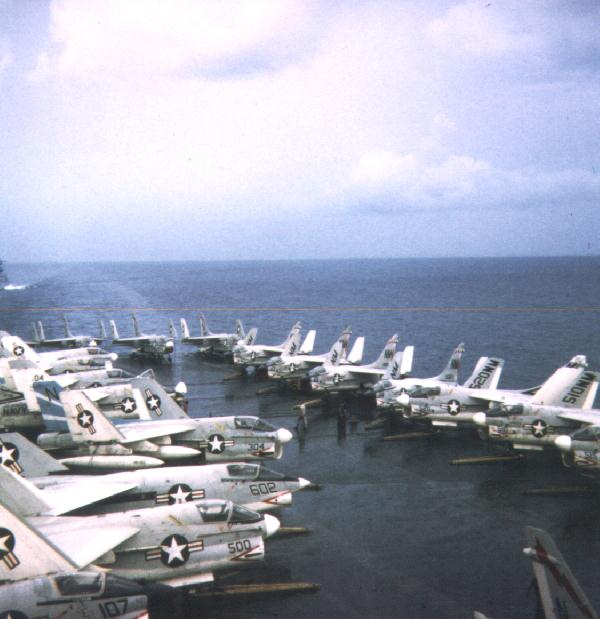
Các chiếc Corsair trên tàu sân bay USS Oriskany.

Hải quân Hoa Kỳ thiệt hại chiếc A-7 đầu tiên vào ngày 22 tháng 12 năm 1967, chưa đầy ba tuần sau khi tham gia hoạt động chiến đấu. Chiếc Corsair từ Phi đội VA-147 của tàu sân bay USS Ranger do Thiếu tá James M. Hickerson điều khiển đang tấn công một vị trí pháo phòng không, khi một tên lửa SAM nổ bên dưới máy bay của ông, động cơ và hệ thống thủy lực bị hỏng và ông phải phóng ra. Thiếu tá Hickerson trở thành tù binh chiến tranh và được phóng thích ngày 14 tháng 3 năm 1973. Thiệt hại cuối cùng của A-7 Corsair Hải quân trong cuộc chiến là vào ngày 29 tháng 1 năm 1973, khi Trung tá T.R. Wilkinson thuộc Phi đội VA-147 cất cánh từ tàu sân bay USS Constellation bị mất tích trong một phi vụ huấn luyện; ông được ghi nhận là đã hy sinh khi bay. Hai mươi tàu sân bay Hải quân Hoa Kỳ đã từng luân phiên hoạt động tại vùng biển Đông Nam Á để thực hiện các phi vụ không kích từ năm 1967 đến năm 1973. Mười trong số những tàu sân bay đó bị thiệt hại những chiếc A-7 Corsair II: USS Ticonderoga mất ba, USS Constellation mất 15, USS Ranger mất 11, USS Coral Sea mất 13, USS Midway mất hai, USS Oriskany mất tám, USS Saratoga mất tám, USS Kitty Hawk mất 13, USS Enterprise mất ba, và chiếc USS America mất 16. Có 15 máy bay trong số đó bị bắn rơi do tên lửa đất-đối-không (SAM).
A-7D của Không quân Hoa Kỳ cũng được sử dụng rộng rãi tại Việt Nam và Campuchia cùng các Không đoàn Tiêm kích Chiến thuật 354 và 388 bay từ Căn cứ Korat của Không quân Hoàng gia Thái Lan. A-7 của Phi đoàn 354 bắt đầu hoạt động từ tháng 10 năm 1972 và tấn công các mục tiêu cách xa căn cứ đến 800 km, sử dụng rộng rãi phương pháp tiếp nhiên liệu trên không. Chiếc A-7D được nhanh chóng giao cho vai trò trong các "phi vụ Sandy" cung cấp sự yểm trợ từ trên không để giải cứu các phi công bị bắn rơi. Nhận lãnh vai trò này từ những chiếc A-1 Skyraider (nên mới có cái tên "Sandy"), tốc độ cao của chiếc A-7 phần nào bất lợi cho việc hộ tống những máy bay trực thăng nhưng khả năng hoạt động kéo dài và sức bền chịu đựng cao của chiếc máy bay rất có giá trị và nó hoạt động một cách đáng ngưỡng mộ. Vào ngày 18 tháng 11 năm 1972, Thiếu tá Colin A. Clarke đã lãnh đạo một phi vụ thành công gần Thanh Hóa để giải cứu một đội bay F-105 Wild Weasel bị bắn rơi. Phi vụ kéo dài tổng cộng 8,8 giờ trong đó Clarke và đồng đội của ông trúng phải nhiều phát đạn từ súng phòng không 12,7 mm (0,51 inch). Vì những hành động phối hợp trong phi vụ giải cứu, Clarke đã được tặng thưởng Huân chương Chữ thập bay, huân chương cao quý thứ hai của Không quân.
Những chiếc A-7D Không quân Hoa Kỳ đã thực hiện tổng cộng 12.928 phi vụ chiến đấu trong cuộc chiến, và chỉ thiệt hại sáu chiếc, tổn thất thấp nhất trong số các máy bay tiêm kích Mỹ tại chiến trường này. Chiếc máy bay này cũng chỉ đứng thứ hai sau chiếc B-52 Stratofortress về số lượng bom được ném xuống Hà Nội, và nó ném nhiều bom hơn cả trong mỗi phi vụ với độ chính xác cao hơn so với mọi máy bay tấn công Mỹ nào khác.
Chiếc A-7 Corsair đầu tiên của Không quân Hoa Kỳ bị mất do Đại úy Anthony C. Shine thuộc Phi đội Tiêm kích Chiến thuật 353 điều khiển. Vào ngày 02 tháng 12 năm 1972 Shine thực hiện một phi vụ tìm kiếm và giải cứu (SAR) khi ông biến mất trong một đám mây thấp để nhận diệm một mục tiêu. Cuộc tìm kiếm kéo dài ba ngày không tìm thấy Đại úy Shine hay chiếc Corsair của ông. Vào năm 1993, con gái của Đại úy Anthony Shine quyết định tìm di tích của cha mình và đã đến Việt Nam, đích thân tìm kiếm tại nơi xảy ra tai nạn. Di hài của Đại úy Anthony Shine được đưa về Hoa Kỳ vào tháng 6 năm 1995, được chính thức nhận diện và được chôn cất với đầy đủ nghi thức quân đội tại Nghĩa trang Quốc gia Arlington vào năm 1996.
Vào ngày 24 tháng 12 năm 1972 một chiếc A-7 thuộc Phi đội Tiêm kích Chiến thuật 353 đang bổ nhào để tấn công một vị trí pháo đối phương trong khi một chiếc O-1 Bird Dog vốn đang chỉ điểm cuốc tấn công đang ngóc lên ngay vào đường bay của chiếc Corsair; chiếc Corsair cắt qua chiếc O-1, làm nó rơi xoay tít xuống đất làm phi công tử nạn. Đại úy Riess phải phóng ra từ chiếc máy bay bị hỏng nặng và bị quân đội Việt Nam Dân chủ Cộng hòa bắt làm tù binh. Ông được phóng thích như là từ binh chiến tranh vào ngày 28 tháng 3 năm 1973.
Vào ngày 11 tháng 1 năm 1973, một chiếc A-7 thuộc Phi đội Tiêm kích Chiến thuật 355 đang thực hiện một phi vụ hộ tống thì động cơ bị hỏng. Phi công phải phóng ra và sống sót. Vào ngày 17 tháng 2 năm 1973 Thiếu tá Gallagher thuộc Phi đội Tiêm kích Chiến thuật 354 đang lái chiếc A-7 trong một phi vụ hỗ trợ gần mặt đất thì trúng phải hỏa lực pháo phòng không ở độ cao 15.000 ft, ông đã phóng ra và sống sót.
Vào ngày 4 tháng 5 năm 1973, Trung úy T.L. Dickens thuộc Phi đội Tiêm kích Chiến thuật 3 lái chiếc Corsair của ông tấn công một tàu sông đối phương thì trúng phải hỏa lực mặt đất đối phương. Ông đã phóng ra và sống sót.
Vào ngày 25 tháng 5 năm 1973, Đại úy Jeremiah Costello thuộc Phi đội 354 đang thực hiện một phi vụ hỗ trợ gần mặt đất thì trúng phải hỏa lực pháo phòng không đối phương. Thi thể của ông được một máy bay trực thăng H-53 tìm thấy; chiếc Corsair của Đại úy Costello là tổn thất A-7 cuối cùng trong Chiến tranh Việt Nam.
Những chiếc A-7D từ sân bay Korat thực hiện các phi vụ chiến đấu tại Việt Nam cho đến giữa tháng 1 năm 1973, tại Lào đến ngày 22 tháng 2 năm 1973, và tại Cambodia cho đến ngày 15 tháng 8 năm 1973. Trong quá trình chiến tranh tại Đông Nam Á, A-7 Corsair của Hải quân Hoa Kỳ được sơn màu xám/trắng; trong khi A-7 của Không quân thông thường được sơn màu ngụy trang toàn bộ. Hải quân Hoa Kỳ từng thử nghiệm sơn màu kiểu ngụy trang trên một số máy bay của họ trong chiến tranh, nhưng khi hạ cánh đội mặt đất nhận thấy nhiệm vụ của họ trở nên phức tạp do điều kiện khí hậu thay đổi trên một chiếc tàu đang di chuyển, cũng như đồng phục được mã màu theo nhiệm vụ của đội mặt đất; làm gia tăng những nguy cơ cho một sàn đáp chật chội. Họ đã quyết định giữ nguyên màu sơn dễ nhìn thấy của những chiếc máy bay hải quân vì lý do an toàn.
Vào ngày 15 tháng 5 năm 1975, máy bay A-7D của Phi đoàn 388/Phi đội Tiêm kích Chiến thuật 3 từ sân bay Korat đã hỗ trợ từ trên không cho vụ xung đột được xem là trận đánh cuối cùng của Chiến tranh Việt Nam, vụ giải cứu chiếc SS Mayagüez sau khi nó bị cướp bởi lực lượng cộng sản Cambodia.

### Grenada
Các phi đội Corsair II VA-15 và VA-87, từ tàu sân bay USS Independence, đã thực hiện các phi vụ hỗ trợ gần mặt đất tại Grenada vào tháng 10 năm 1983.

### Liban
Những chiếc máy bay A-7 Hải quân cũng thực hiện các phi vụ hỗ trợ gần mặt đất cho lực lượng đa quốc gia tại Liban năm 1983. Cùng với một chiếc A-6 Intruder, đã có một chiếc A-7 bị bắn rơi bởi tên lửa đất-đối-không (SAM) của Syria vào ngày 4 tháng 12 năm 1983.

### Libya
Vào ngày 24 tháng 3 năm 1986, trong sự kiện xung đột tại vịnh Sidra cùng Libya, lực lượng phòng không Libya đã bắn tên lửa đất-đối-không SA-5 vào hai chiếc F-14 thuộc Phi đội VF-102 từ tàu sân bay USS America đang tuần tra. Ngày hôm sau, một chiếc máy bay A-7 Hải quân đã tháp tùng theo những chiếc máy bay tiêm kích, và đã phản ứng lại việc phát xạ sóng radar SA-5 bằng cách phóng tên lửa chống radar AGM-88A HARM được sử dụng lần đầu tiên trong chiến đấu và đã tiêu diệt vị trí radar Libya.
Vào ngày tháng 4 năm 1986, những chiếc A-7E Đệ Lục Hạm Đội thuộc các phi đội VA-72 và VA-46 trên tàu sân bay USS America cũng tham gia Chiến dịch El Dorado Canyon, cuộc tấn công trả đũa Libya sử dụng các tên lửa chống bức xạ HARM và Shrike.

### Chiến dịch Earnest Will/Chiến dịch Praying Mantis
Trong quá trình cuộc Chiến tranh Iran-Iraq trong những năm 1980, những cuộc tấn công liên tục của Iran và Iraq vào tàu bè trong vịnh Péc-xích thường xuyên đến mức vào năm 1987 phía Kuwait phải đề nghị Hoa Kỳ hỗ trợ. Chiến dịch Earnest Will, được vạch ra nhằm duy trì sự thông thương hàng hải tự do trong khu vực biển này, được phát động. Lúc khởi đầu, 11 tàu dầu Kuwait được "treo lại cờ", và Lực lượng Trung Đông sẽ hộ tống những tàu này vượt qua eo biển Hormuz vào vịnh Péc-xích đến Kuwait và ngược lại, khởi sự vào ngày 22 tháng 7 năm 1987.
Trong khi thi hành nhiệm vụ hộ tống tại địa điểm 55 dặm về phía Tây Bắc Qatar vào ngày 14 tháng 4 năm 1988, các trinh sát viên trên chiếc tàu hộ tống trang bị tên lửa điều khiển USS Samuel B. Roberts phát hiện ba trái mìn (thủy lôi) trước mặt. Không lâu sau, chiếc tàu đụng phải trái mìn thứ tư, phát nổ và gây ra một lỗ thủng 21-foot bên mạn trái tàu, làm bị thương mười thủy thủ, và hư hại đáng kể cho thân, boong tàu và cấu trúc hạ tầng. Các nỗ lực kiểm soát hư hại khẩn cấp của thủy thủ đoàn đã cứu được con tàu khỏi bị chìm. Trong vòng mười ngày tiếp theo, những tàu phá mìn thuộc Liên minh đã phát hiện thêm tám mìn, qua khảo sát được cho là có nguồn gốc từ phía Iran.
Chiến dịch Praying Mantis được vạch ra như là một "phản ứng chừng mực" cho sự cố này, cũng như là các hành động quấy rối và khiêu khích tàu thuyền lặp đi lặp lại từ phía Iran; những chiếc A-7E từ các phi đội VA-22 và VA-94, cùng với những máy bay A-6E thuộc Phi đội VA-95 đã tham gia đánh chìm tàu hộ tống Sahand của Iran, vốn đã bắn tên lửa vào hai chiếc A-6E Intruder Hoa Kỳ.

### Panama
Liên đội Tiêm kích Chiến thuật 180 thuộc Không lực Vệ binh Quốc gia Ohio đã ở tại Panama khi các hoạt động đối địch xảy ra vào tháng 12 năm 1989 và đã tham gia vàoChiến dịch Just Cause. Họ ở trong số những đơn vị Vệ binh Quốc gia luân phiên đến hoạt động tại Căn cứ Không quân Howard nhằm hiện diện tại Panama trong khuôn khổ cuộc tập trận Cornet Cove.

### Chiến dịch Lá chắn Sa Mạc/Bảo táp Sa Mạc

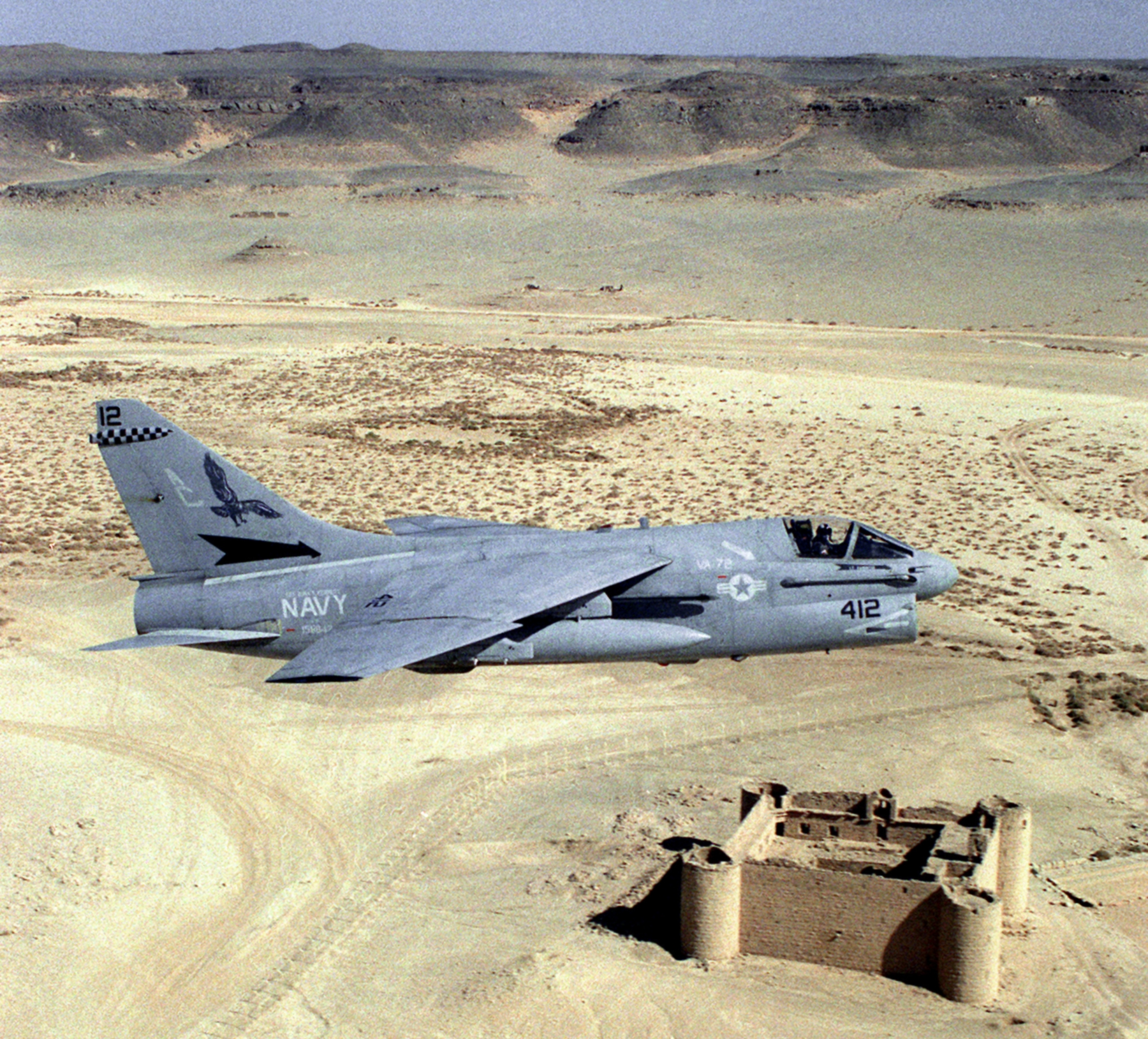
Chiếc A-7E thuộc Phi đội VA-72 đang bay bên trên sa mạc thuộc Ả Rập Xê Út trong Chiến dịch Lá chắn Sa Mạc.

Trong khi Không quân Mỹ giữ lại những chiếc A-7 tại quê nhà vì ưa chuộng chiếc A-10, Hải quân Hoa Kỳ lại bố trí hai trong số những phi đội A-7E cuối cùng của họ hoạt động trong khuôn khổ Chiến dịch Lá chắn Sa Mạc vào tháng 8 năm 1990 trên chiếc tàu sân bay USS John F. Kennedy, chiếc duy nhất trong số sáu tàu sân bay được bố trí trong chiến dịch này sử dụng A-7, ngoạt trừ chiếc USS Saratoga đã đón tiếp một chiếc A-7 thuộc Phi đội VA-72 đáp nhầm khi Kennedy và Saratoga hoán đổi vị trí cho nhau giữa phi vụ. Các phi đội VA-46 và VA-72 thực hiện các phi vụ A-7 chiến đấu cuối cùng trong Chiến dịch Bảo táp Sa Mạc bay từ Biển Đỏ đến các mục tiêu tại Iraq. Chiếc A-7 được sử dụng cả ngày và đêm để tấn công một loạt các mục tiêu sâu bên trong được phòng thủ chắc chắn tại Iraq cũng như các "khu vực hủy diệt" tại Kuwait, sử dụng nhiều loại vũ khí khác nhau bao gồm các đầu đạn dẫn đường chính xác (PGM), như bom lượn điều khiển bằng TV Walleye, bom thông thường không điều khiển, và tên lửa chống bức xạ tốc độ cao (HARM). Chiếc A-7 cũng được sử dụng như máy bay tiếp dầu trong nhiều phi vụ tiếp dầu trên không.

### Nghỉ hưu

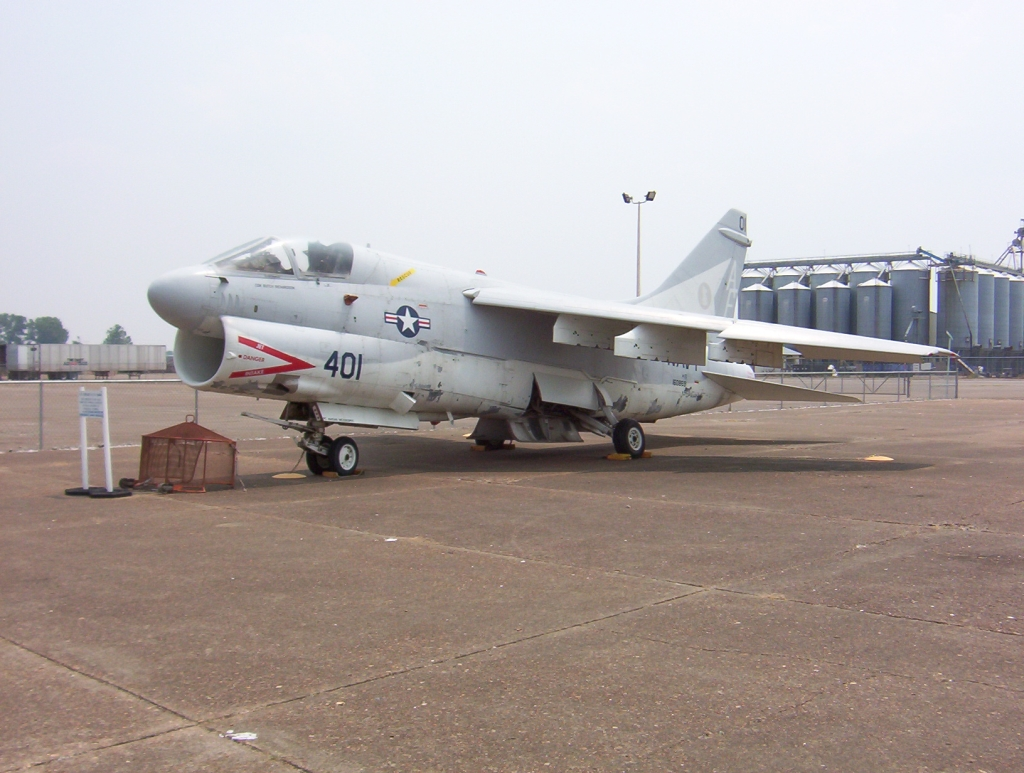
Chiếc A-7 Corsair II nghỉ hưu trưng bày phía trước Bảo tàng Cựu chiến binh ở Halls, Tennessee.

Những chiếc A-7 Corsair của Hải quân Hoa Kỳ bắt đầu được rút khỏi phục vụ trong hạm đội từ giữa những năm 1980 khi có sự xuất hiện của chiếc McDonnell Douglas (hiện tại là Boeing) F/A-18 Hornet. Chiếc A-7 Hải quân cuối cùng nghỉ hưu khỏi các phi đội hoạt động cuối cùng trên hạm đội (VA-46 và VA-72) vào tháng 5 năm 1991, không lâu sau khi chúng quay về từ Chiến dịch Bảo táp Sa mạc. Chiếc F-16 Fighting Falcon cũng thay thế phần lớn những chiếc A-7 trong vai trò máy bay chiến đấu tấn công tính năng cao của Không quân. Cho dù với kỹ thuật tiên tiến và động cơ turbo quạt ép có đốt sau, một sứ người cho rằng chiếc F-16 không có được tầm bay xa như của chiếc A-7 cũ kỹ. Sự than phiền về tầm bay xa của chiếc Hornet nhiều đến mức phải thiết kế phiên bản mở rộng F/A-18E/F Super Hornet lớn hơn để có thể mang được nhiều nhiên liệu hơn.
Đến năm 1981, chiếc Fairchild A-10 Thunderbolt II bắt đầu thay thế chiếc A-7 đảm nhiệm vai trò hỗ trợ gần mặt đất (CAS) tại các đơn vị hoạt động của Không quân. Ngoại trừ những chiếc A-7 được sử dụng trong chương trình phát triển F-117, những chiếc Corsair hoạt động cuối cùng được sử dụng bởi Phi đoàn Tiêm kích Chiến thuật 23 tại Căn cứ Không quân England, Louisiana năm 1991. Nhiều phi công đang phục vụ vẫn lưu tuyến tính năng bay và độ tinh vi của chiếc Corsair.
Những chiếc A-7D của Không quân đang hoạt động được chuyển cho các đơn vị của Không lực Vệ binh Quốc gia bắt đầu từ năm 1974, và những chiếc hai chỗ ngồi A-7K chế tạo mới vào năm 1979 được giao trực tiếp cho các đơn vị Vệ binh Quốc gia. Chiếc Corsair cuối cùng của Vệ binh Quốc gia được cho nghỉ hưu vào năm 1993 tại các căn cứ Rickenbacker (Ohio), Des Moines (Iowa), Tulsa (Oklahoma) và Springfield (Ohio). Một số máy bay dư ra được chuyển cho Hy Lạp, Thái Lan và Bồ Đào Nha; đến cuối năm 1998, ngoại trừ một số chiếc đang được trưng bày, tất cả những chiếc A-7 đang được loại bỏ tại Trung tâm AMARC (Aerospace Maintenance and Regeneration Center: Trung tâm Bảo trì và Phục hồi Hàng không).
Một phiên bản nâng cấp động cơ YA-7F đã được đề nghị với tính năng bay gần tốc độ âm thanh với động cơ có đốt sau, nhưng thiết kế này đã bị loại khi cạnh tranh cùng F-16 Fighting Falcon và F/A-18 Hornet.

## Chương trình phát triển F-117

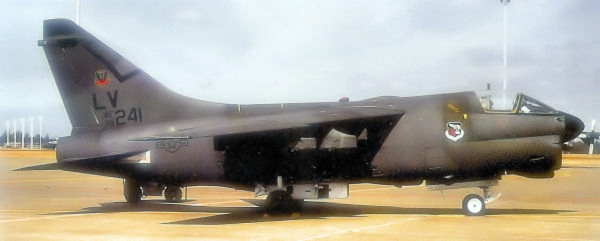
Chiếc A-7D-5-CV số hiệu 69-6241 thuộc Phi đội Chiến thuật 4451, Liên đội Chiến thuật 4450 - Căn cứ Không quân Nellis, Nevada, 1984

Liên đội Chiến thuật 4450 trú đóng tại Căn cứ Không quân Nellis, Nevada có điểm khác biệt độc đáo là đơn vị Không quân hoạt động thường trực cuối cùng sử dụng chiếc A-7 Corsair II. Vai trò của Liên đội 4450 là phát triển và thử nghiệm hoạt động chiếc máy bay tàng hình F-117 Nighthawk, và đơn vị cần có một máy bay thay thế dành cho việc huấn luyện và thực hành phi công. Những chiếc A-7D và A-7K được lấy từ nhiều phi đội Không quân và Vệ binh Quốc gia đang hoạt động, và được bố trí vào đơn vị "(P)" của Liên đội 4450, sau được đặt tên là Phi đội Chiến thuật 4451 từ tháng 1 năm 1983.
Những chiếc A-7 được Liên đội sử dụng như là một chiếc máy bay ngụy tạo và huấn luyện từ năm 1981 đến năm 1989. Nó được chọn vì nó yêu cầu một khối lượng tương đương công việc của phi công được dự trù cho chiếc F-117A, cùng là kiểu một chỗ ngồi, và nhiều phi công lái F-117A từng có kinh nghiệm trên những chiếc F-4 hay F-111. A-7 được sử dụng để huấn luyện phi công cho đến khi chiếc F-117A được giao nhằm nâng trình độ bay của các phi công lên ngang bằng chuẩn mực. Sau này, những chiếc A-7 được sử dụng trong các thử nghiệm săn đuổi chiếc F-117A và các thử nghiệm vũ khí khác tại Nellis Range. Các hoạt động bay của A-7 được bắt đầu từ tháng 6 năm 1981, trùng hợp với những chuyến bay đầu tiên của chiếc YF-117A. Những chiếc A-7 mang ký hiệu đuôi đặc trưng "LV" (thay cho Las Vegas) và có kiểu màu sơn tím đậm/đen, về mặt chính thức được bố trí tại Căn cứ Không quân Nellis và được bảo trì bởi Phi đội Bảo trì 4450.
Để thêm vào những cái cớ cho sự tồn tại và hoạt động của Liên đội Chiến thuật 4450, những chiếc A-7 cũng được sử dụng để duy trì đội ngũ phi công, đặc biệt là trong những giai đoạn đầu khi có rất ít chiếc F-117A được sản xuất sẵn có. Một số chiếc A-7 hoạt động từ sân bay Tonopah Test Range, khoảng 30 dặm về phía Tây Nam Tonopah, Nevada, nơi những chiếc F-117 đang được thử nghiệm hoạt động thực tế và người ta đã cẩn thận không để những chiếc máy bay bên ngoài kho chứa máy bay vào ban ngày. Sự hiện diện của những chiếc A-7 tại Tonopah sẽ không thu hút sự chú ý của các cơ quan tình báo Xô Viết khi họ khảo sát những tấm ảnh do thám chụp căn cứ từ vệ tinh. Bằng cách này Liên Xô sẽ cho rằng Tonopah không có gì đáng quan tâm ngoại trừ vài chiếc Corsair.
Có khoảng 20 chiếc máy bay A-7D được sử dụng trong chương trình phát triển F-117, bao gồm nhiều chiếc phiên bản huấn luyện hai chỗ ngồi TA-7K. Vào tháng 1 năm 1989, chỉ ba tháng sau khi Không quân Hoa Kỳ công nhận sự tồn tại của những chiếc F-117A, những chiếc A-7 được cho nghỉ hưu đến Trung tâm AMARC và được thay thế bởi những chiếc AT-38B Talons trong vai trò máy bay huấn luyện còn Phi đội 4451 được ngưng hoạt động.

## Các phiên bản

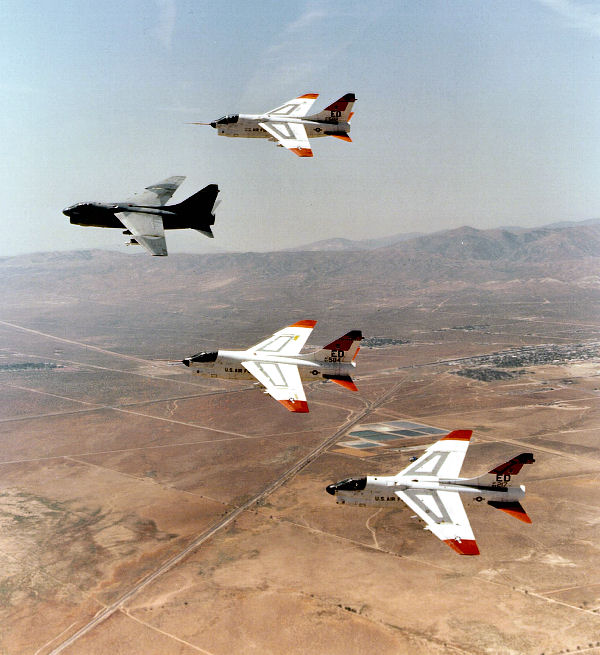
Những chiếc nguyên mẫu YA-7D số hiệu 67-14582 và 67-14584, cùng với những chiếc 69-6191 và 69-6217 đang bay trong đội hình lần cuối trước khi nghỉ hưu tại Căn cứ Không quân Edwards, California, để đến Trung tâm AMARC, tháng 8 năm 1992.

Chiếc nguyên mẫu YA-7F (trước đây là chiếc A-7D số hiệu 71-0344) cất cánh từ Căn cứ Không quân Edwards, California, tháng 11 năm 1989.

A-7A
Phiên bản sản xuất đầu tiên. Những chiếc Corsair II Hải quân đời đầu có hai pháo Colt Mk 12 20 mm với 250 viên đạn mỗi khẩu. Tải trọng vũ khí tối đa, chủ yếu mang trên các đế cánh, trên lý thuyết là 6.804 kg (15.000 lb), nhưng bị giới hạn bởi trọng lượng cất cánh tối đa, do đó tải trọng vũ khí tối đa chỉ mang được với giảm thiểu nhiên liệu chứa bên trong khá nhiều. Có 199 chiếc được chế tạo.
A-7B
Nâng cấp động cơ TF30-P-8 có lực đẩy 12.190 lbf (54,2 kN). Đến năm 1971, những chiếc A-7B còn lại được được nâng cấp lên kiểu động cơ TF30-P-408 có lực đẩy 13.390 lbf (59,6 kN). Có 196 chiếc được chế tạo.
A-7C
67 chiếc A-7E được chế tạo đầu tiên với động cơ TF30.
TA-7C
Phiên bản huấn luyện hai chỗ ngồi dành cho Hải quân Hoa Kỳ, gồm 24 chiếc được cải biến từ phiên bản A-7B và 36 chiếc từ phiên bản A-7C. được nâng cấp lên tiêu chuẩn A-7E vào năm 1984.
A-7D
Tiếp nối con đường sử dụng một thiết kế máy bay Hải quân, khởi đầu với chiếc F-4 Phantom II, Không quân Hoa Kỳ đã yêu cầu một phiên bản A-7 dành cho Bộ chỉ huy Không quân Chiến Thuật nhằm đáp ứng nhu cầu về một chiếc máy bay hỗ trợ gần mặt đất giá rẻ thay thế cho chiếc A-1 Skyraider. Vào ngày 5 tháng 11 năm 1965 Không quân Mỹ công bố sẽ đặt mua một phiên bản của chiếc A-7 đặt tên là A-7D. Khác biệt quan trọng nhất so với các phiên bản Hải quân là việc sử dụng kiểu động cơ turbo quạt ép Allison TF41-A-1, một phiên bản chế tạo theo giấy phép nhượng quyền của kiểu Rolls-Royce Spey Anh Quốc. Với lực đẩy 14.500 lbf (64,5 kN), động cơ mới cung cấp sự cải tiến về tính năng bay. Thêm vào đó, hệ thống điện tử được nâng cấp, vũ khí bên trong được đổi thành một khẩu pháo gatling M61 Vulcan 20 mm, và phương thức tiếp nhiên liệu trên không đổi từ kiểu "vòi-và-phểu" sang kiểu "cần bay". Chiếc nguyên mẫu YA-7D trang bị động cơ TF30 bay chuyến bay đầu tiên vào ngày 6 tháng 4 năm 1968, còn máy bay trang bị động cơ TF41 cất cánh vào ngày 26 tháng 9 năm 1968. Chiếc máy bay sau đó được nâng cấp trang bị một bộ theo dõi mục tiêu laser Pave Penny để có khả năng ném bom dẫn đường. Có 459 chiếc được chế tạo.
A-7E
Hải quân Mỹ bị ấn tượng về sự cải thiện tính năng bay của phiên bản A-7D của Không quân nên họ đã yêu cầu một phiên bản của riêng họ trang bị động cơ TF41. Chiếc nguyên mẫu bay chuyến bay đầu tiên vào ngày 25 tháng 11 năm 1968. Đến năm 1986, 231 chiếc A-7E được nâng cấp trang bị cụm LANA (Low-Altitude Night Attack: tấn công đêm độ cao thấp) sẽ chiếu hình ảnh được phóng đại lên màn hình hiển thị trước mặt (HUD), và khi phối hợp cùng radar sẽ cung cấp việc theo dõi địa hình cho đến tốc độ 740 km/h (460 mph) ở độ cao 200 ft (60 m). Có 529 chiếc được chế tạo (không tính 67 chiếc A-7C).
YA-7F (A-7D Plus / A-7 Strikefighter)
Vào năm 1985, Không quân Hoa Kỳ mở thầu về một kiểu máy bay cường kích tốc độ cao do mối lo ngại rằng chiếc máy bay cường kích A-10 Thunderbolt II quá chậm để can thiệp kịp thời. Thiết kế yêu cầu dùng một kiểu động cơ mới, có thể kiểu Pratt & Whitney F100 hay General Electric F110. Ling-Temco-Vought đáp ứng bằng một phiên bản siêu thanh của chiếc A-7 trang bị một động cơ Pratt & Whitney F100-PW-220 có lực đẩy 26.000 lbf (116 kN). Để gắn được kiểu động cơ mới, thân máy bay được kéo dài thêm khoảng 1,22 m (4 ft), trong đó phần thân trước thêm 76 cm (30 in) và phần thân sau thêm 46 cm (18 in). Cánh được gia cố và tăng cường thêm các cánh nắp, mép trước cánh kéo dài và cánh tà cơ động tự động. Chiều cao của cánh đuôi đứng được tăng thêm khoảng 25 cm (10 in). Điều thú vị nhưng không lấy làm ngạc nhiêm lắm, kết quả sau khi cải biến là một chiếc máy bay có hình dạng tương tự chiếc F-8 Crusader, vốn là nguồn gốc của thiết kế chiếc A-7. Có hai chiếc A-7D được cải biến, chiếc nguyên mẫu thứ nhất bay chuyến bay đầu tiên vào ngày 29 tháng 11 năm 1989 và đã vượt bức tường âm thanh trong chuyến bay thứ hai. Chiếc nguyên mẫu thứ hai cất cánh vào ngày 3 tháng 4 năm 1990. Dự án bị hủy bỏ do chiếc F-16 Fighting Falcon được chọn trong gói thầu này.
A-7G
Phiên bản đề nghị dành cho Thụy Sĩ, không được chế tạo.
A-7H
Phiên bản cải biến kiểu A-7E dành cho Hy Lạp không có khả năng tiếp nhiên liệu trên không. Có 60 chiếc được chế tạo
TA-7H
Phiên bản huấn luyện hai chỗ ngồi dành cho Hy Lạp.
EA-7L
Tám chiếc TA-7C được cải biến thành máy bay xâm nhập điện tử do Phi đội VAQ-34 sử dụng, được nâng cấp lên tiêu chuẩn A-7E vào năm 1984.
TA-7K
Phiên bản huấn luyện hai chỗ ngồi dành cho Không lực Vệ binh Quốc gia. Có 30 chiếc được chế tạo.
A-7P
Những chiếc A-7A cũ của Hải quân được tân trang lại cho Bồ Đào Nha.
TA-7P
Phiên bản huấn luyện hai chỗ ngồi dành cho Bồ Đào Nha.
YA-7E/YA-7H
Nguyên mẫu hai chỗ ngồi do Ling-Temco-Vought chế tạo như là khoản đầu tư riêng của công ty.

## Các nước sử dụng

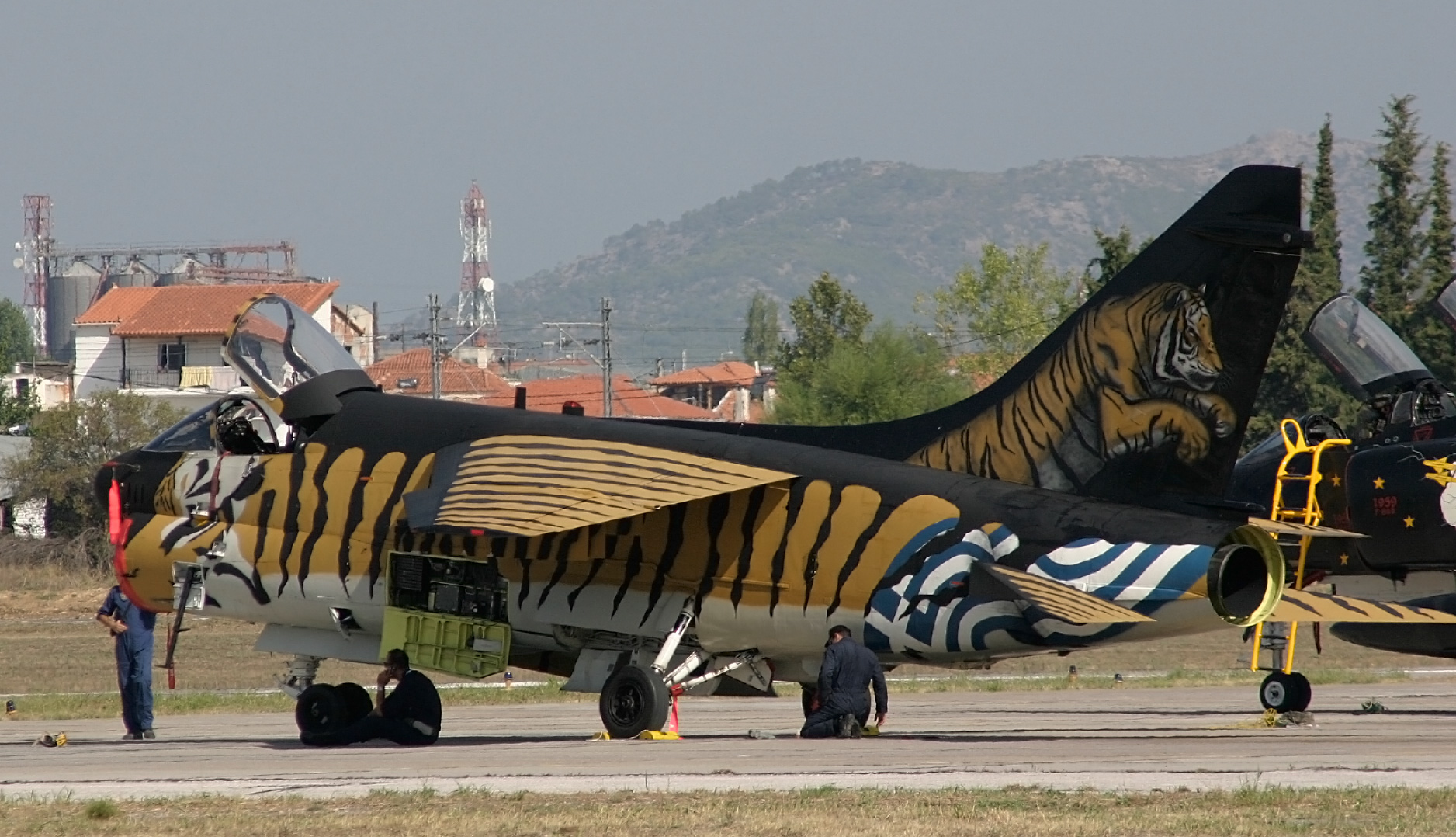
A-7, Không quân Hy Lạp

Hy LạpKhông quân Hy Lạp
 Bồ Đào NhaKhông quân Bồ Đào Nha (Força Aérea Portuguesa)
 Thái LanKhông quân Hoàng gia Thái Lan
 Hoa Kỳ
- Không quân Hoa Kỳ
- Hải quân Hoa Kỳ
- Không lực Vệ binh Quốc gia Hoa Kỳ

## Đặc điểm kỹ thuật (A-7D)

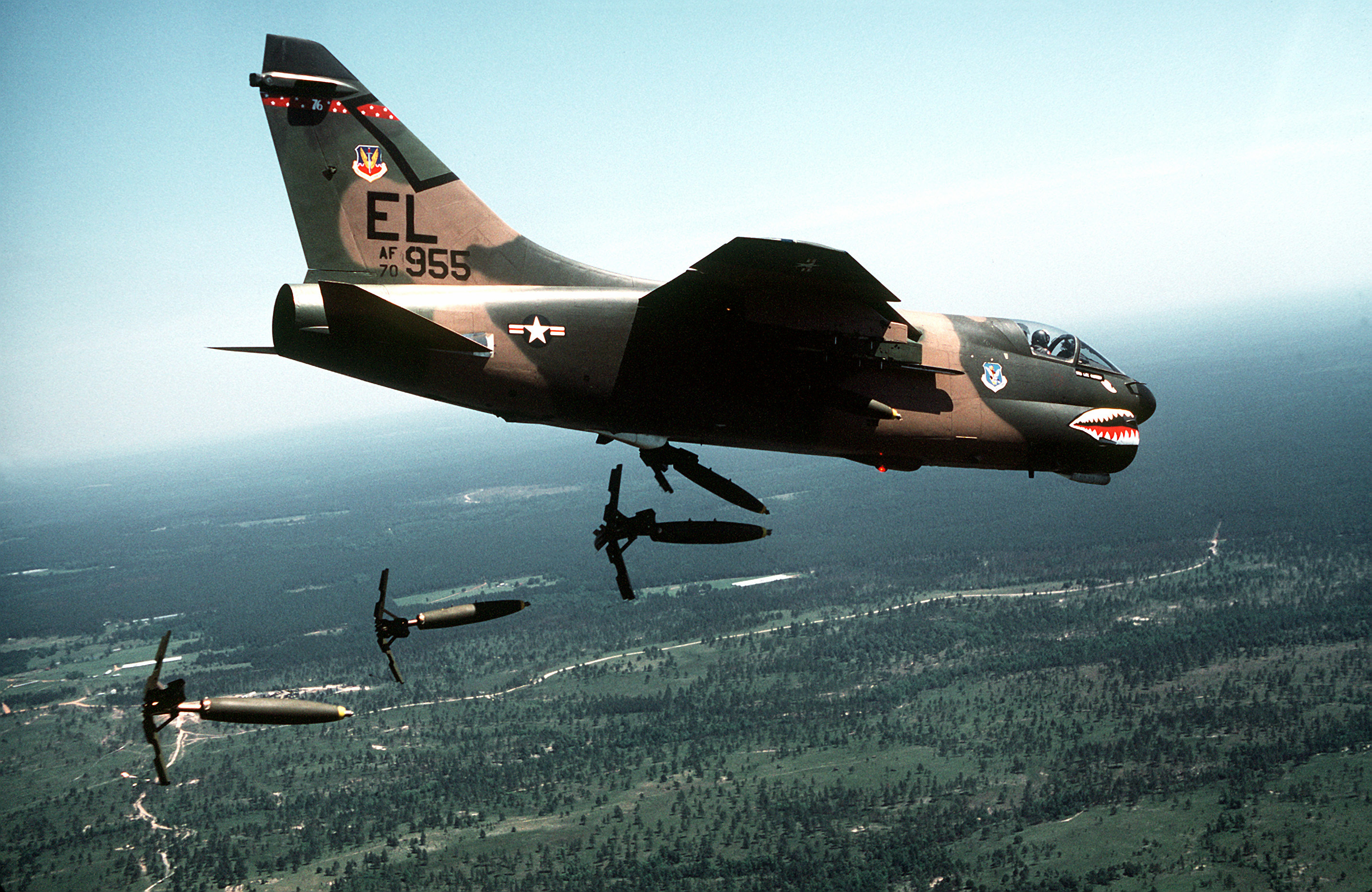
Chiếc A-7D-7-CV số hiệu 70-955 thuộc Phi đội 73 tại căn cứ không quân England đang ném bom Mark 82.

### Đặc tính chung
- Đội bay: 01 người
- Chiều dài: 14,06 m (46 ft 2 in)
- Sải cánh: 11,81 m (38 ft 9 in)
- Chiều cao: 4,90 m (16 ft 1 in)
- Diện tích bề mặt cánh: 34,8 m² (375 ft²)
- Kiểu cánh: NACA 65A007 root and tip
- Lực nâng của cánh: 379 kg/m² (77,4 lb/ft²)
- Trọng lượng không tải: 9.033 kg (19.915 lb)
- Trọng lượng có tải: 13.200 kg (29.040 lb)
- Trọng lượng cất cánh tối đa: 19.050 kg (42.000 lb)
- Động cơ: 1 x động cơ Allison TF41-A-1 turbo phản lực, lực đẩy 14.500 lbf (64,5 kN)

### Đặc tính bay
- Tốc độ lớn nhất: 1.123 km/h (606 knot, 698 mph) ở độ cao mặt nước biển
- Tốc độ bay đường trường: 860 km/h (465 knots, 535 mph)
- Tầm bay tối đa: 4.600 km (2.485 nm, 2.860 mi) với 4 thùng nhiên liệu phụ 300 gal
- Bán kính chiến đấu: 1.150 km (621 nm, 715 mi)
- Trần bay: 12.800 m (42.000 ft)
- Tốc độ lên cao: 76 m/s (15.000 ft/min)
- Tỉ lệ lực đẩy/khối lượng: 0,50

### Vũ khí
- 1 × pháo M61 Vulcan 20 mm (0,787 in) với 1.030 viên đạn
- 2 × tên lửa đối không AIM-9 Sidewinder
- mang được 6.800 kg (15.000 lb) vũ khí trên 6 đế, có thể bao gồm:
  - cho đến 30 × bom Mk 82 227 kg (500 lb)
  - Rocket
  - Bom dẫn đường bằng laser, bom lướt dẫn đường điện-quang GBU-15
  - Tên lửa đối đất: AGM-45 Shrike, AGM-62 Walleye, AGM-65 Maverick, AGM-88 HARM
  - 1 × bom nguyên tử: B28, B57, hoặc B61

## Nội dung liên quan

### Máy bay liên quan
- F-8 Crusader

### Máy bay tương tự
- Nanchang Q-5
- Sukhoi Su-17
- A-6 Intruder

### Trình tự thiết kế
- A-4 - A-5 - A-6 - A-7 - AV-8 - YA-9 - A-10

### Danh sách liên quan
- Danh sách máy bay chiến đấu
- Danh sách máy bay quân sự Hoa Kỳ